# James DeRuyter Blackwell
James DeRuyter Blackwell (ur. 1828, zm. 1901) – poeta amerykański.

## Życiorys
James DeRuyter Blackwell urodził się 18 marca 1828 w Northumberland County w stanie Wirginia. Chodził do Randolph-Macon College i ukończył Dickinson College. W czasie Wojny secesyjnej walczył po stronie Skonfederowanych Stanów Ameryki. W 1864 został z honorami przeniesiony w stan spoczynku. Ze względów zdrowotnych zakończył praktykę prawniczą i poświęcił się literaturze. Jego żoną była Judith Emma Edmonds Blackwell (1828-1913). Zmarł 5 września 1901 w Warrenton w Fauquier County w Wirginii.

## Twórczość
W 1879 ukazał się tom The Poetical Works of James DeRuyter Blackwell. W tomie znalazły się między innymi wiersze Evening, The Clear Blub Sky, Restore Those Stars, My Days Are Passing as a Stream, Memory, Echo, Our Native Land, ’Tis Quiet now in Tempe's Vale, Extract from an Unpublished Poem, The Blind Girl i We Are Passing Away, jak również Forget Not the Dead, The Outer and Inner World i Memory, oraz The Vanished Dew Drop, a także poemat War.